# ديف هامبتون
ديف هامبتون (بالإنجليزية: Dave Hampton)‏ هو لاعب كرة قدم أمريكية أمريكي، ولد في 7 مايو 1947 في آكرون في الولايات المتحدة.

## وصلات خارجية
- ديف هامبتون على موقع مرجع كرة القدم المحترفة.كوم (الإنجليزية)